# آزوما کاگامی

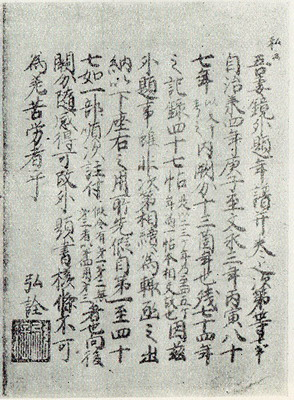
یک کپی از صفحه ای از کتاب

آزوما کاگامی (به ژاپنی: 吾妻鏡 Azuma Kagami) یا هوجوبان به معنای تحت‌الفظی آینهٔ شرق یک کتاب تاریخی و شرح وقایع بترتیب تاریخ است. این کتاب یکی از منابع در مورد حوادث نبرد بین خاندان‌های میناموتو و تایرا بشمار می‌رود و وقایع را از سال ۱۱۸۰ تا ۱۲۶۶ میلادی و ششمین شوگون از شوگون‌سالاری کاماکورا را در بر می‌گیرد.